# Chaetodon auripes
Chaetodon auripes е вид бодлоперка от семейство Chaetodontidae. Видът не е застрашен от изчезване.

## Разпространение и местообитание
Разпространен е във Виетнам, Китай, Провинции в КНР, Тайван, Филипини, Хонконг, Южна Корея и Япония.
Обитава крайбрежията на океани, морета и рифове. Среща се на дълбочина от 1 до 30 m.

## Описание
На дължина достигат до 20 cm.
Популацията на вида е стабилна.